# Malý Beranov
Malý Beranov är en ort i Tjeckien.   Den ligger i regionen Vysočina, i den centrala delen av landet, 120 km sydost om huvudstaden Prag. Malý Beranov ligger 496 meter över havet och antalet invånare är 565.
Terrängen runt Malý Beranov är huvudsakligen platt. Malý Beranov ligger nere i en dal.Runt Malý Beranov är det ganska tätbefolkat, med 65 invånare per kvadratkilometer. Närmaste större samhälle är Jihlava, 3,4 km väster om Malý Beranov. Trakten runt Malý Beranov består till största delen av jordbruksmark.